# Raionul Velîka Lepetîha, Herson
Velîka Lepetîha (în ucraineană Великолепетиський район, transliterat: Velîkolepetîskîi raion) este un raion în regiunea Herson, Ucraina. Reședința sa este așezarea de tip urban Velîka Lepetîha.

## Demografie
Componența lingvistică a raionului Velîka Lepetîha
     Ucraineană (90,66%)
     Rusă (8,5%)
     Alte limbi (0,5%)
Conform recensământului din 2001, majoritatea populației raionului Velîka Lepetîha era vorbitoare de ucraineană (90,66%), existând în minoritate și vorbitori de rusă (8,5%).